# Nadia Nadim
Nadia Nadim (Herat, 2 januari 1988) is een Afghaans-Deense voetbalster, die uitkomt voor Racing Louisville FC en het nationaal vrouwenvoetbalelftal van Denemarken.
Nadim speelde in Denemarken voor Team Viborg, IK Skovbakken en Fortuna Hjørring, waarna ze naar de Verenigde Staten vertrok. Na gespeeld te hebben bij Sky Blue FC en Portland Thorns FC, vertrok ze in 2017 naar Manchester City in Engeland.
Met het Deens vrouwenelftal nam ze deel aan het Europees kampioenschap voetbal vrouwen 2009, het Europees kampioenschap voetbal vrouwen 2013 (halve finale) en verloor op het Europees kampioenschap voetbal vrouwen 2017 de finale van Nederland.
De voetbalster, die de Deense nationaliteit heeft, vluchtte op jonge leeftijd met haar familie uit Afghanistan nadat haar vader, een generaal in het Afgaanse leger, in 2000 gedood was door de Taliban. Buiten het voetbal studeert ze geneeskunde aan de Universiteit van Aarhus.
- Bibliothèque nationale de France: cb17958168j (data)
- Système universitaire de documentation: 256857806
- Virtual International Authority File: 1151246600944132839